# Оукфилд (Њујорк)
Оукфилд (енгл. Oakfield) град је у америчкој савезној држави Њујорк.

## Демографија
По попису из 2010. године број становника је 1.813, што је 8 (0,4%) становника више него 2000. године.
| Група             | 2000.         | 2010.         |
| Белци             | 1.745 (96,7%) | 1.694 (93,4%) |
| Афроамериканци    | 22 (1,2%)     | 32 (1,8%)     |
| Азијати           | 4 (0,2%)      | 6 (0,3%)      |
| Хиспаноамериканци | 17 (0,9%)     | 55 (3,0%)     |
| Укупно            | 1.805         | 1.813         |